# Pájaro verde
 (juillet 2021).
Le Pájaro verde est un type de boisson alcoolisée hautement toxique produite dans le milieu carcéral au Chili : le mélange est préparé illégalement par les détenus pour être consommé dans les cellules.

## Préparation
Sa composante principale varie en fonction des ressources dont dispose le détenu. Les principaux ingrédients sont souvent de la térébenthine, de la peinture, du vernis et même des excréments, ce qui donne un distillat d'alcool méthylique, qui est toxique pour l'homme (contrairement à l'alcool éthylique, que l'on trouve dans les boissons alcoolisées courantes), et qui est parfois mélangé à une boisson au cola pour en « améliorer le goût ». En outre, du citron serait ajouté, car on pense que cet agrume contrebalancerait les effets toxiques des produits chimiques,.

## Toxicité
En raison de la nature toxique des principaux ingrédients, selon ce qu'ils sont, de nombreux détenus ont été gravement empoisonnés, et même tués, par l'ingestion de cette boisson artisanale illégale,,.